# De Steenzwaan

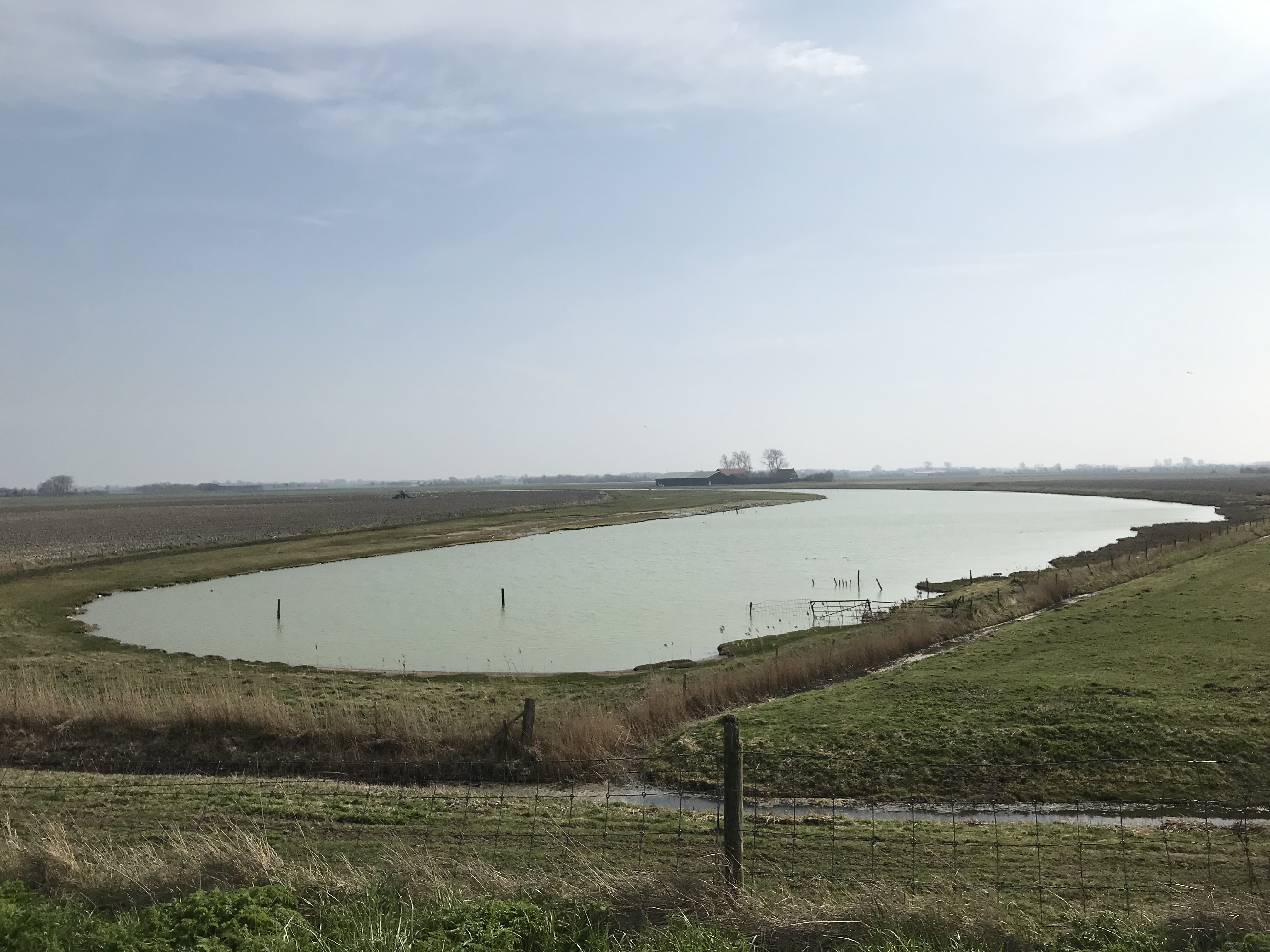
De Steenzwaan te Nieuwerkerk

De Steenzwaan is een oude kreek gelegen ten noordwesten van het Zeeuwse dorp Nieuwerkerk op het Zeeuwse eiland Schouwen-Duiveland.

## Geschiedenis

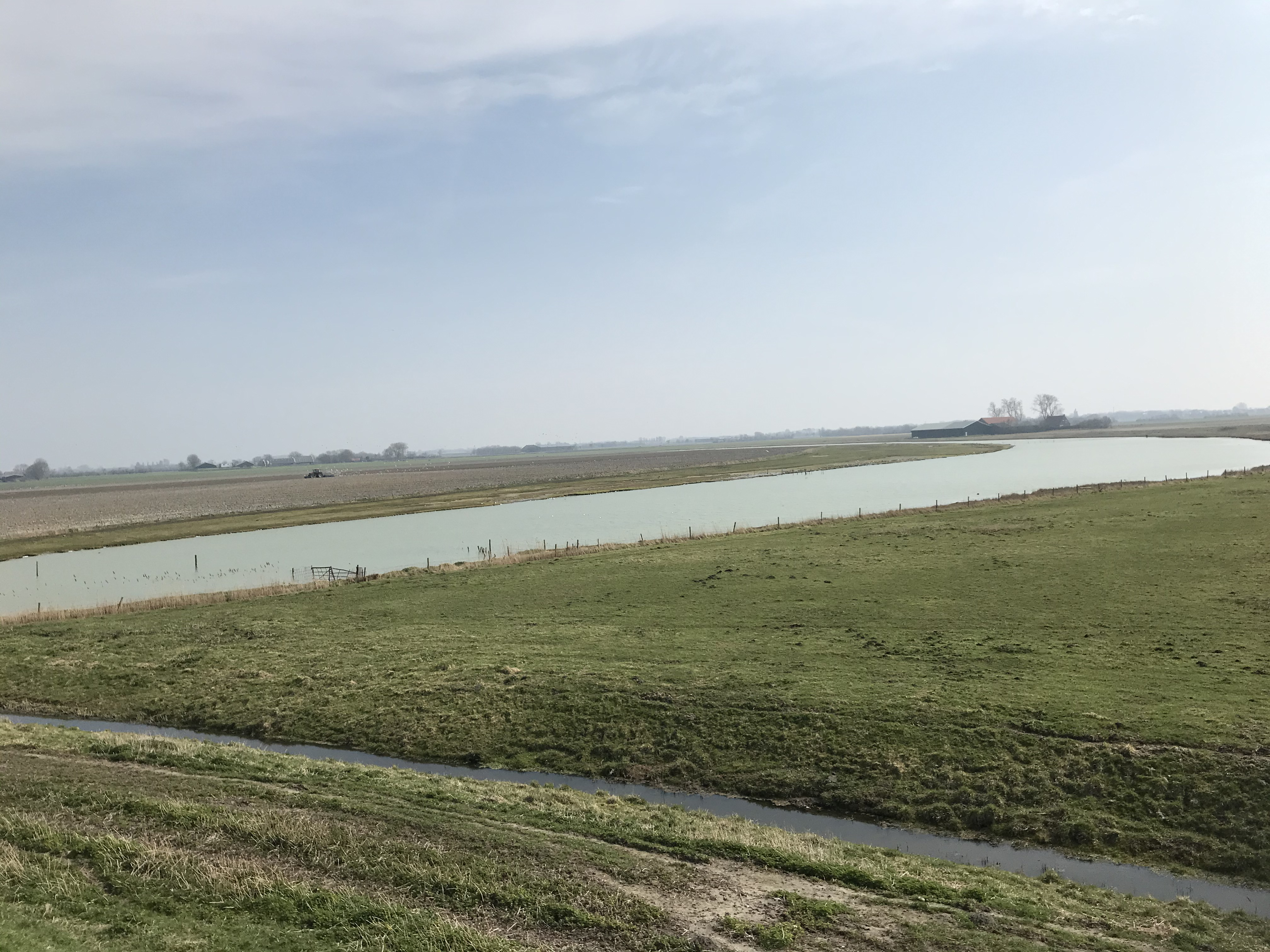
De Steenzwaan in het Zeeuwse Nieuwerkerk

In het verleden stroomde De Gouwe tussen de eilanden Schouwen en Duiveland in. Tussen de Gouwe en de Oosterschelde stroomde de Zwemer. De Steenzwaan is een restant van deze ooit zeer levendige stroom. De Gouwe verzandde en werd ingepolderd en de Zwemer werd afgedamd en verdween.

## Aanwezige dieren
De Steenzwaan is erg in trek bij de vogels. Er zijn grutto's, plevieren en de lepelaars brengen hier hun jongen groot. Op de graslanden langs de oever bevinden zich goudplevieren en oeverlopertjes. Daarnaast is de omgeving van De Steenzwaan het leefgebied van de Noorse woelmuis, die goed gedijt in het natte en zoute landschap.